# Ziemowit Szczerek
Ziemowit Cyprian Szczerek (ur. 10 kwietnia 1978 w Radomiu) – polski dziennikarz, pisarz i tłumacz. Współpracuje z czasopismami „Polityka” i „Nowa Europa Wschodnia”.

## Życiorys
Ziemowit Szczerek jest synem inżyniera i profesora trybologii Mariana Szczerka. Ukończył studia na kierunku prawo na Uniwersytecie Jagiellońskim oraz studia podyplomowe w zakresie nauk politycznych. Mieszka w Warszawie i Krakowie. 
Wraz z Thymnem Chase'em w latach 2011–2012 prowadził autorski program radiowy ZaWschód w krakowskim radiu radiofonia 100.5fm, prezentując wschodnie covery zachodnich piosenek. 
Za książkę Przyjdzie Mordor i nas zje, czyli tajna historia Słowian otrzymał nagrody: Paszport Polityki za rok 2013 w kategorii literatura za przewrotną i wspaniale napisaną książkę, która pokazuje, że żadna podróż, a zwłaszcza podróż na Wschód, nie jest niewinna oraz nagrodę Krakowska Książka Miesiąca (maj 2014). W 2016 został nominowany do Nagrody Literackiej „Nike” za książkę Tatuaż z tryzubem wydaną przez Wydawnictwo Czarne.
W lutym 2021 rozpoczął współpracę z internetową rozgłośnią Halo.Radio, której był stałym felietonistą.

## Twórczość
Interesuje się Europą Wschodnią, historią alternatywną, literaturą gonzo oraz literaturą i dziennikarstwem podróżniczym. Jest także autorem jednej powieści kryminalnej.
Jest autorem m.in. pierwszego w Polsce tłumaczenia Upadku i demoralizacji na Derby Kentucky Huntera S. Thompsona, wielu publikacji naukowych z dziedziny politologii (poruszających kwestie separatyzmów i regionalizmów w Europie), a także współautorem książki „Paczka Radomskich” (wyd. Paczka Radomskich).
Napisał również książki Przyjdzie Mordor i nas zje, która jest fabularyzowanym reportażem na temat Ukrainy (Korporacja Ha!art, 2013) oraz Rzeczpospolita zwycięska będąca alternatywną historią Polski utrzymaną w formie eseju (Wydawnictwo Znak, 2013 r.). Obie książki doczekały się wielu pozytywnych recenzji, w tym m.in. na portalu Onet.pl, Interia.pl, kulturaonline.pl, w Polityce, Przekroju, Lampie i wielu innych). Książka Przyjdzie Mordor i nas zje była nominowana do Nagrody Literackiej Nike 2014.
Ziemowit Szczerek jest także autorem wielu wywiadów, reportaży literackich i opowiadań publikowanych m.in. w Tygodniku Powszechnym, Nowej Europie Wschodniej, New Eastern Europe, Lampie, Ha!Arcie. Jest także stałym felietonistą portalu Ha!Art.
W 2015 ukazała się jego książka Siódemka nakładem wydawnictwa Korporacja Ha!art, nominowanej do nagrody literackiej "Angelus". 
W 2020 roku ukazała się pierwsza powieść kryminalna autora pt. Cham z kulą w głowie. Prawa do jej ekranizacji rok później zakupiło HBO Europe.

## Publikacje
- Paczka radomskich, 2010 (razem z Marcinem Kępą)
- Przyjdzie Mordor i nas zje, czyli tajna historia Słowian, 2013
- Rzeczpospolita zwycięska, 2013
- Siódemka, 2014
- Mur. 12 kawałków o Berlinie, 2015 (tekst Iś bin ajn Berliner razem z Kają Puto)
- Hawaikum. W poszukiwaniu istoty piękna, 2015 (tekst Polskie kolonie zamorskie)
- Tatuaż z tryzubem, 2015
- Międzymorze. Podróże przez prawdziwą i wyobrażoną Europę Środkową, 2017
- Siwy dym albo pięć cywilizowanych plemion, 2018
- Via Carpatia. Podróże po Węgrzech i Basenie Karpackim, 2019
- Cham z kulą w głowie, 2020
- Kolejna alternatywna historia Polski, 2021[9]
- Wymyślone miasto Lwów, 2022[10]

## Nagrody i wyróżnienia
- 2014 – Laureat Paszportu "Polityki" w kategorii "Literatura" za książkę Przyjdzie Mordor i nas zje, czyli tajna historia Słowian[11]
- 2014 – Laureat nagrody Krakowska Książka Miesiąca za książkę Przyjdzie Mordor i nas zje, czyli tajna historia Słowian[12]
- 2014 – Nominacja do Nagrody Literackiej Nike za książkę Przyjdzie Mordor i nas zje, czyli tajna historia Słowian[13]
- 2015 – Nominacja do Nagrody Literackiej Europy Środkowej „Angelus” za książkę Siódemka[6]
- 2016 – Nominacja do Nagrody Literackiej Nike za książkę Tatuaż z tryzubem[14]
- 2016 – Nominacja do nagrody ObserwaTOR w ramach plebiscytu Mediatory za książkę Tatuaż z tryzubem[15]
- 2017 – Nominacja do Nagrody im. Beaty Pawlak za książkę Międzymorze. Podróże przez prawdziwą i wyobrażoną Europę Środkową[16]
- 2017 – Nominacja do Śląskiego Wawrzynu Literackiego za książkę Międzymorze. Podróże przez prawdziwą i wyobrażoną Europę Środkową[17]
- 2019 – Laureat Nagrody Literackiej Miasta Radomia w kategorii "Książka Literacka" za książkę Siwy dym albo pięć cywilizowanych plemion[18]
- 2021 – Laureat Nagrody Grand Prix Festiwalu "Kryminalna Warszawa" za książkę Cham z kulą w głowie[7]
- 2021 – Laureat Srebrnego Wyróżnienia Nagrody Literackiej im. Jerzego Żuławskiego za książkę Cham z kulą w głowie[19]